# Passabilidade
Passagem (do inglês passing) ou passabilidade é a capacidade de uma pessoa ser considerada membro de um grupo ou categoria identitária diferente da sua, que pode incluir identidade racial, etnia, casta, classe social, orientação sexual, gênero, religião, idade e/ou status de deficiência. Ser passável pode resultar em privilégios, recompensas ou um aumento na aceitação social ou ser usada para lidar com o estigma. Assim, a passabilidade pode servir como uma forma de autopreservação ou autoproteção nos casos em que expressar a identidade verdadeira ou anterior de alguém pode ser perigoso. A passabilidade pode exigir aceitação em uma comunidade e também pode levar a licença temporária ou permanente de outra comunidade à qual um indivíduo anteriormente pertencia. Assim, a passabilidade identitária pode resultar em separação do eu original, da família, dos amigos ou de experiências de vida anteriores. Embora a aprovação bem-sucedida possa contribuir para a segurança econômica, a segurança e a prevenção do estigma, isso pode causar um impacto emocional como resultado da negação da identidade anterior e levar à depressão ou à auto-aversão. 
Etimologicamente, o termo é simplesmente a nominalização do passe (pass) verbal em seu uso frasal com for (para ou por) ou as (como), como em uma falsificação se passando por artigo genuíno ou um impostor se passando como outra pessoa. Está em uso popular desde pelo menos o final da década de 1920.

## Etnia e raça

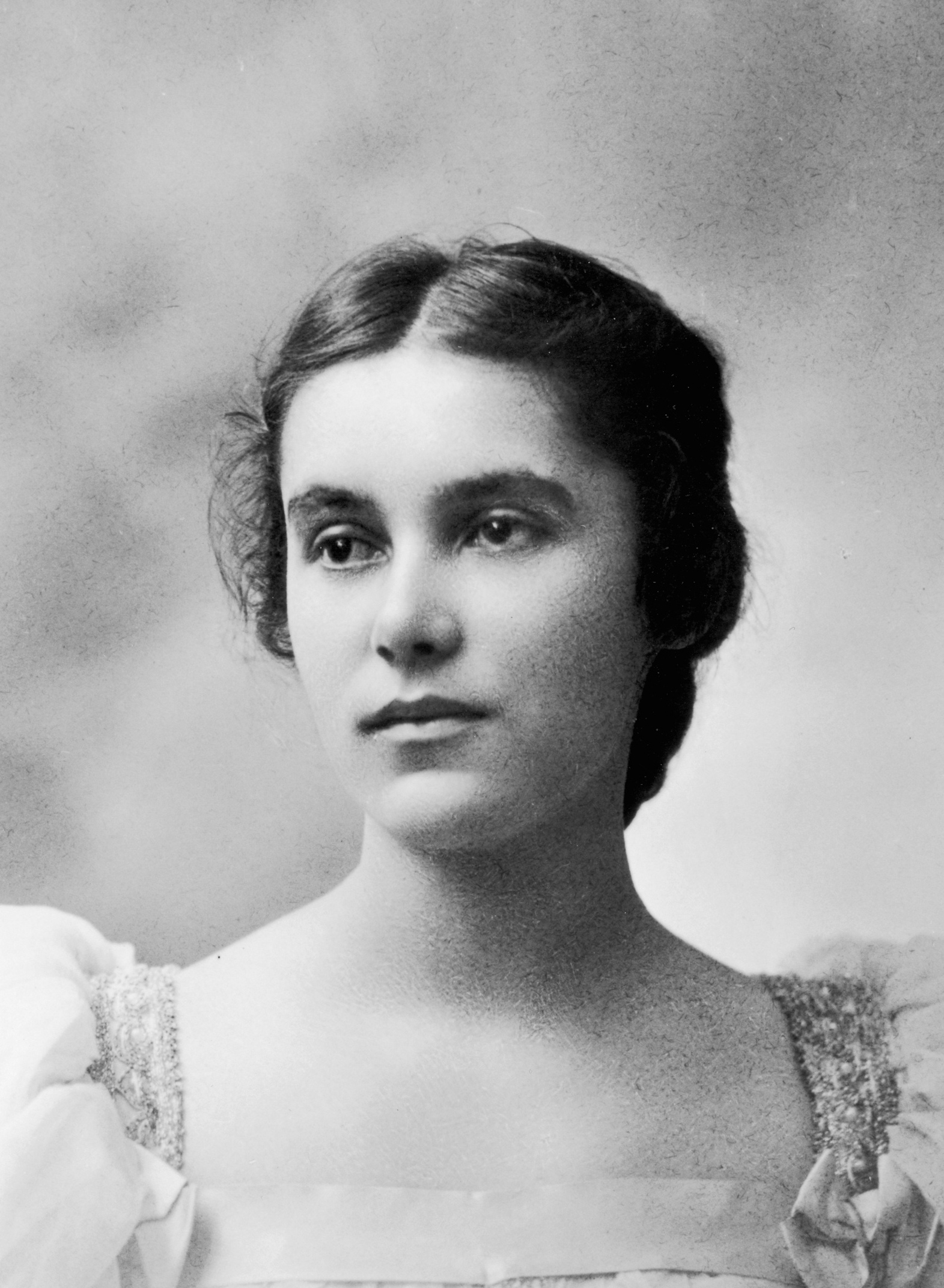
en, a primeira mulher afro-americana a se formar no Vassar College, que se passou por branca por razões socioeconômicas

Historicamente e genealogicamente, o termo passagem se refere a americanos de raça mestiça/mista ou birraciais identificam como ou são percebidos como pertencentes a um grupo racial diferente. Em Passing and the Fictions of Identity, Elaine Ginsberg cita um anúncio do escravo Edmund Kenney como um exemplo de passabilidade racial; Edmund Kenney, uma pessoa biracial, conseguiu se passar como branco nos Estados Unidos no século XIX. Na entrada "passing" para o Projeto de Enciclopédia GLBTQ, Tina Gianoulis declara, "para afro-americanos de pele clara durante os tempos de escravidão e os intensos períodos de ressegregação racial que se seguiram, passar-se pelo branco foi uma ferramenta de sobrevivência que lhes permitiu obter educação e emprego que lhes seriam negados se tivessem sido reconhecidos como pessoas "de cor". Desde então, o termo passing foi expandido para incluir outras etnias e categorias de identidade. Grupos discriminados na América do Norte e Europa podem modificar sotaques, escolhas de palavras, maneira de se vestir, hábitos de aparência e até nomes, na tentativa de parecer membros de um grupo majoritário ou de um grupo minoritário privilegiado.
A novela de Nella Larson, 1929, Passing, ajudou a estabelecer o termo após vários anos de uso anterior. O escritor e sujeito da novela é um afro-americano/caucasiano mestiço (ou misto) que se passa por branco. A novela foi escrita durante o Renascimento do Harlem, quando a passagem era comumente encontrada na realidade e na ficção. Desde o Movimento dos Direitos Civis da década de 1960, o orgulho racial diminuiu o peso dado à passagem como uma questão importante para os americanos pretos. Ainda assim, é possível e comum as pessoas birraciais se passarem com base na aparência ou ocultando ou omitindo seus antecedentes.
Em "Adjusting the Borders: Bisexual Passing and Queer Theory", Lingel cita a discussão de bell hooks sobre a passagem racial.

## Classe social e casta
A passagem de classe, semelhante à passabilidade racial e de gênero, é a ocultação ou deturpação da classe social de alguém. Em Class-Passing: Social Mobility in Film and Popular Culture, Gwendolyn Audrey Foster sugere que a passagem racial e de gênero geralmente é estigmatizada, enquanto a passagem de classe geralmente é aceita como comportamento normativo. A passabilidade de classe é comum nos Estados Unidos e está ligada às noções do sonho americano e à mobilidade de classe ascendente.

## Sexualidade e gênero
A percepção da orientação sexual de um indivíduo é frequentemente baseada em sua identidade visual. O termo identidade visual refere-se à expressão de identidades pessoais, sociais e culturais através do vestuário e da aparência. Em Visible Lesbians and Invisible Bisexuals: Appearance and Visual Identities Among Bisexual Women, propõe-se que, através da expressão de uma identidade visível, outras pessoas 'leiam' nossa aparência e façam suposições sobre nossa identidade mais ampla. Portanto, a identidade visual é uma ferramenta proeminente da comunicação não verbal. O conceito de passabilidade é demonstrado na pesquisa de Jennifer Taub em seu trabalho Mulheres Bissexuais e Normas de Beleza. Alguns participantes do estudo afirmaram que tentaram se vestir como o que consideravam heterossexuais quando se uniram a um homem, enquanto outros afirmaram que tentavam se vestir mais como uma 'lésbica'. Isso exemplifica como as identidades visuais podem alterar bastante as suposições imediatas de sexualidade das pessoas. Portanto, apresentando-se como 'heterossexual', está efetivamente 'passando'. A especificação se dá por passabilidade hétero e passabilidade cis, em que um não-heterossexual se passa por heterossexual e um transgênero se passa por cisgênero.
Passabilidade pela orientação sexual ocorre quando a orientação sexual ou sexualidade percebida de um indivíduo difere da sexualidade ou orientação sexual com a qual ele se identifica. Na entrada "Passing" para o Projeto de Enciclopédia GLBTQ, Tina Gianoulis observa "a presunção de heterossexualidade na maioria das culturas modernas", que em algumas partes do mundo, como nos Estados Unidos, pode ser efetivamente compulsória, "a maioria dos gays e lésbicas, na verdade, passam boa parte de suas vidas passando-se por héteros, mesmo quando não o fazem intencionalmente". A frase "no armário" pode ser usada para descrever uma pessoa que oculta sua orientação sexual. Em Passing: Identity and Interpretation in Sexuality, Race, and Religion, Maria Sanchez e Linda Schlossberg afirmam "a ordem social dominante frequentemente implora que os gays permaneçam no armário (para passar)". Os indivíduos podem optar por permanecer "no armário" ou se passar como heterossexuais, por várias razões. Exemplos de tais razões incluem o desejo de manter relacionamentos positivos com a família e políticas ou requisitos associados ao emprego. "Não pergunte, não conte" foi um exemplo de uma política que exigia a passabilidade como heterossexual dentro das forças armadas ou militares. 
A passabilidade de gênero refere-se a quando um indivíduo é percebido como pertencente a um grupo de identidade de gênero que difere do gênero com o qual foi designado no nascimento. Em Passing and the Fictions of Identity, Elaine Ginsberg fornece a história de Brandon Teena como um exemplo de passabilidade de gênero nos Estados Unidos. O sexo que Brandon Teena foi designado no nascimento era feminino, mas Brandon vivia como homem. Em 1993, Brandon se mudou para Falls City, Nebraska, onde Brandon inicialmente conseguiu se passar como homem; no entanto, quando os membros da comunidade descobriram que Brandon havia sido designado como mulher do sexo ao nascer, dois homens da comunidade atiraram e assassinaram Brandon. Ginsberg cita Billy Tipton, um músico de jazz que recebeu sexo feminino no nascimento, mas viveu e se apresentou como homem até sua morte em 1989, como outro exemplo de passabilidade de gênero. Na comunidade de transgêneros, a passabilidade refere-se à percepção ou reconhecimento de uma pessoa que transicionou ou em transição como pertencente à identidade de gênero para a qual está transicionando, e não ao sexo ou gênero qual foram designado ao nascer.

## Interseccionalidade
Embora a passagem possa ocorrer com base em uma única identidade subordinada, como a raça, muitas vezes os locais de interseção das pessoas envolvem múltiplas identidades marginalizadas. A interseccionalidade fornece uma estrutura para ver a natureza interconectada dos sistemas opressivos e como várias identidades interagem dentro deles. Os gays asiáticos possuem duas identidades subordinadas importantes que, em conjunto, criam desafios únicos para eles quando passam. Às vezes, esses homens devem passar como héteros para evitar o estigma, mas em torno de outros homens gays podem tentar passar como uma pessoa não-racializada ou branca para evitar o desinteresse ou fetichismo frequentemente encontrado ao revelar suas identidades asiáticas. Ao reconhecer a interseção oculta dos aspectos de gênero dos estereótipos masculinos gays e asiáticos, essas duas experiências distintas fazem ainda mais sentido. Os homens gays são frequentemente estereotipados como efeminados e, assim, insuficientemente masculinos como os homens. Os estereótipos que caracterizam os homens asiáticos como muito sexuais (excessivamente masculinos) ou muito femininos (hipo-masculinos), ou ambos, também exibem a natureza de gênero dos estereótipos raciais. Assim, passar como categoria racial ou sexual dominante também significa passar como sexo correto. Quando homens negros transgêneros fazem a transição no local de trabalho de se identificarem como mulheres e passarem como homens cisgêneros, os estereótipos raciais de gênero caracterizando os homens negros como excessivamente masculinos e violentos podem afetar como os comportamentos anteriormente aceitáveis serão interpretados. Como descobriu um desses homens negros trans, ele deixou de "ser uma mulher negra detestável para um homem negro assustador" e, portanto, teve que adaptar seu comportamento aos roteiros de gênero passáveis.